# Alexander Beaufort Meek
Alexander Beaufort Meek (17. července 1814 – 1. listopadu 1865) byl americký právník, básník a šachista.

## Životopis
Narodil se ve městě Columbia v Jižní Karolíně jako syn reverenda Dr. Samuela Millse Meeka a Anny McDowell Meekové. Od roku 1831 studoval na univerzitě v Alabamě. V roce 1833 získal bakalářský titul a následně roku 1836 magisterský titul. Roku 1836 ho guvernér Clement C. Clay jmenoval funkce státního zástupce. O šest let později ho guvernér Benjamin Fitzpatrick jmenoval soudcem. Od roku 1845 působil jako náměstek ministra financí. Jako básník se Meek zapsal do historie svou epickou básní The Red Eagle.
Vydával také časopisy Flag of the Union (1835–1839) a Southron (1839–1842).